# Strade provinciali della provincia di Vibo Valentia
Questo è un elenco delle strade provinciali presenti sul territorio della provincia di Vibo Valentia, di competenza della provincia stessa.

## SP 1 - SP 10
| Numero  | Percorso                                       | Km     |
| ------- | ---------------------------------------------- | ------ |
| SP 1    | Angitola - Filadelfia - Fossa del Lupo         | 20,000 |
| SP 2    | Simbario - Cardinale                           | 6,700  |
| SP 3    | S.S. 110 - Maierato - S.P. Vibo - Filogaso     | 8,500  |
| SP 4    | Vibo Valentia - S. Onofrio - Filogaso          | 12,700 |
| SP 5    | Pizzo - Maierato - S. Onofrio                  | 11,00  |
| SP 6    | S.S. 522 di Tropea - Stazione FF.SS. Pizzo     | 0,850  |
| SP 7    | Strada di accesso al Castello di Vibo Valentia | 1,500  |
| SP 8    | S.P. Ciano - Ariola                            | 2,140  |
| SP 9    | Mongiana - Faggio del Re                       | 16,500 |
| SP 10   | Mileto - Autostrada A3 svincolo Mileto         | 9,000  |
| SP 10/A | Autostrada A3 - Dinami                         | 13,500 |

## SP 11 - SP 20
| Numero  | Percorso                                 | Km     |
| ------- | ---------------------------------------- | ------ |
| SP 11   | Vibo Valentia - Triparni - Porto Salvo   | 15,500 |
| SP 12   | Porto di Vibo Valentia Marina - S.S.522  | 2,000  |
| SP 13   | Vena Superiore - S.S.18                  | 0,600  |
| SP 14   | Vibo Valentia - Piscopio                 | 6,600  |
| SP 15   | Vibo Valentia - Stefanaconi - S. Onofrio | 5,400  |
| SP 16   | Stefanaconi - S.S.182                    | 8,350  |
| SP 17   | Trivio Spilinga - Caria - Tropea         | 13,600 |
| SP 17/A | S.S. 18 - Trivio Spilinga - Zungri       | 9,700  |
| SP 18   | Drapia - Gasponi                         | 9,300  |
| SP 19   | Parghelia - Fitili - Zaccanopoli         | 11,000 |
| SP 20   | Tropea - Torrente Vitrame                | 3,300  |

## SP 21 - SP 30
| Numero  | Percorso                                   | Km     |
| ------- | ------------------------------------------ | ------ |
| SP 21   | Accesso collinare Drapia                   | 1,100  |
| SP 22   | Spilinga - Ricadi - Tropea - Porto         | 25,300 |
| SP 23   | Nicotera - Joppolo - Coccorinello - Panaia | 14,000 |
| SP 24   | Torre Abate Michele - Caroniti - Joppolo   | 15,700 |
| SP 25   | Coccorino Madonna del Carmine I°           | 4,300  |
| SP 26   | Coccorino Madonna del Carmine II°          | 4,100  |
| SP 27   | Joppolo - Petto Torre Madonna              | 3,000  |
| SP 27/A | Joppolo - Petto Torre Madonna Car.         | 3,400  |
| SP 28   | Nicotera - Preitoni - Comerconi            | 5,130  |
| SP 29   | Nicotera - Torre Abate Michele - Mont.     | 12,100 |
| SP 30   | Nicotera M. - Rombiolo - Pioppi            | 21,500 |

## SP 31 - SP 40
| Numero | Percorso                                                                               | Km     |
| ------ | -------------------------------------------------------------------------------------- | ------ |
| SP 31  | Nicotera - Limbadi                                                                     | 13,200 |
| SP 32  | Variante Esterna di Nicotera                                                           | 1,000  |
| SP 33  | S.S. 18 - Ionadi - Filandari - Presinaci - Rombiolo - San Calogero - Calimera - S.S.18 | 27,800 |
| SP 34  | Fabiana - Rosarno                                                                      | 1,500  |
| SP 35  | Fabiana - Nicotera                                                                     | 6,500  |
| SP 36  | S.P. Fabiana - Inn. S.P. Rosarno - S. Ferdinando c.da Foce                             | 4,700  |
| SP 37  | Trivio S. Croce - Ponte Feliciano                                                      | 5,750  |
| SP 38  | Monterosso - Filadelfia                                                                | 6,700  |
| SP 39  | Francavilla Angitola - bivio S.P. Angitola - Filadelfia                                | 1,300  |
| SP 40  | Molino - Sordo Petrara                                                                 | 5,700  |

## SP 41 - SP 50
| Numero | Percorso                                                       | Km     |
| ------ | -------------------------------------------------------------- | ------ |
| SP 41  | Scarro - Pollisi                                               | 2,000  |
| SP 42  | Ponte Bruca - Simbario - S.P. Galiano Muni                     | 3,500  |
| SP 43  | SS 110 - Brognaturo - Acqua del Sorcio                         | 20,000 |
| SP 44  | SS 110 Colle Morrone con dir. Simbario                         | 8,500  |
| SP 45  | Ponte Angitola - Polia                                         | 12,000 |
| SP 46  | Trecroci - Polia - Monterosso                                  | 16,000 |
| SP 47  | Lago Angitola - Monterosso - Capistrano - San Nicola da Crissa | 16,000 |
| SP 48  | Capistrano - Nicastrello                                       | 1,100  |
| SP 49  | Rosarno - innesto S.P. Nicotera                                | 3,000  |
| SP 50  | Vallelonga - SS 110                                            | 1,400  |

## SP 51 - SP 60
| Numero | Percorso                                   | Km     |
| ------ | ------------------------------------------ | ------ |
| SP 51  | Vallelonga - San Nicola da Crissa - SS 110 | 3,900  |
| SP 52  | SS 110 - Capistrano                        | 4,500  |
| SP 53  | Vazzano - Vallelonga                       | 8,000  |
| SP 54  | Filogaso - San Nicola da Crissa            | 6,800  |
| SP 55  | Variante Esterna Maierato                  | 0,950  |
| SP 56  | Coccalo - S.P. Filogaso                    | 7,000  |
| SP 57  | Pizzoni - S. Angelo                        | 9,600  |
| SP 58  | Dasà - Arena - Serra San Bruno             | 17,740 |
| SP 59  | Ciano di Gerocarne - Potame                | 2,210  |
| SP 60  | Vazzano - Pizzoni - Soriano - Ariola       | 15,500 |

## SP 61 - SP 70
| Numero | Percorso                                                                                  | Km     |
| ------ | ----------------------------------------------------------------------------------------- | ------ |
| SP 61  | Sorianello - Contrada Prisa                                                               | 0,800  |
| SP 62  | Dinami - Monsoreto                                                                        | 5,500  |
| SP 63  | Congiungente S.P. Vazzano - Pizzoni - S.Angelo con la S.P. Vazzano - Pizzoni - Soriano    | 1,200  |
| SP 64  | Dalla S.P. Sant'Onofrio - Filogaso - c.da La Gria al Fondo Valle Mesina loc. Carromonaco  | 7,500  |
| SP 65  | Lungo la Valle Mesima all'Abitato di Filogaso al Ponte SS 182 Svincolo Autostradale Serre | 12,000 |
| SP 66  | Dal Fondo Valle Mesina loc. Carromonaco alla S.P. Pizzoni - S.Angelo c.da S.Barbara       | 5,400  |
| SP 67  | Dalla Carromonaco tratto S. Barbara in c.da Piano delle Caverre all'ambito di Vazzano     | 3,400  |
| SP 68  | Variante esterna all'abitato di Dasà                                                      | 0,597  |
| SP 69  | Variante esterna all'abitato Ciano di Gerocarne                                           | 0,440  |
| SP 70  | Prolungamento della S.P. Ciano - Ariola                                                   | 0,750  |

## SP 71 - SP 80
| Numero | Percorso                                                                       | Km     |
| ------ | ------------------------------------------------------------------------------ | ------ |
| SP 71  | Inn. S.P. Gerocarne - fraz. Ariola                                             | 6,350  |
| SP 72  | Acquaro - fraz. Piani                                                          | 7,069  |
| SP 73  | Inn. S.S. 182 - Cimitero Soriano - S.P. Filogaso S.S 182 presso Svincolo Serre | 7,735  |
| SP 74  | Lungo la Valle Marepotamo S.S.182 - c.da Terziaria                             | 9,800  |
| SP 75  | Nardodipace - S.S. 110                                                         | 5,650  |
| SP 76  | S. Todaro - Inn. S.P. Nardodipace - SS 110                                     | 6,000  |
| SP 77  | San Costantino - Francica - S.S. 182                                           | 12,500 |
| SP 78  | Francica S. Giovanni - Comparni - Paravati - SS 18                             | 14,000 |
| SP 79  | C.da Fornelli - C.da Capitano                                                  | 5,500  |
| SP 80  | Inn. SS 522 di Tropea - Paradisoni - Cessaniti con dir. Mantineo               | 9,000  |

## SP 81 - SP 90
| Numero  | Percorso                                                                    | Km     |
| ------- | --------------------------------------------------------------------------- | ------ |
| SP 81   | SS 182 - Zammarò - Mezzocasale                                              | 1,950  |
| SP 82   | Bivio SS 18 - Tropea - Cessaniti - Bivio S.Marco                            | 4,200  |
| SP 82/A | Bivio S.Marco - Favelloni - Sciconi - Conidoni - SS 522                     | 8,100  |
| SP 83   | Parghelia - Zungri - San Giovanni di Zambrone Daffinà - Daffinacello        | 6,000  |
| SP 84   | Stazione FF.SS. Zambrone - Zambrone - San Cono Favelloni con dir. San Marco | 16,200 |
| SP 85   | Briatico - Zungri                                                           | 16,500 |
| SP 86   | Mesiano - Papaglionti - Zungri - Inn. Prov.le per Cessaniti - S.Marco       | 6,000  |
| SP 87   | S.Marco - S. Cono - Briatico - Inn. SS 522                                  | 5,000  |
| SP 88   | Rombiolo - Ponte Briglia                                                    | 3,000  |
| SP 89   | In sx del Torrente Mammella                                                 | 1,970  |
| SP 90   | Collegamento tra la SS 182 e la S.P. Soriano - Mesima in c.da Porciume      | 0,800  |

## SP 91 - SP 100[1]
| Numero | Percorso | Km     |
| ------ | --- | ------ |
| SP 91  | Variante Esterno Spilinga-al Villaggio Valtur                                                                                                |        |
| SP 92  | Ex 19 Dir delle Calabrie - dal km 32+500 al km 34+000 e dal km 36+100 al km 41+750                                                           | 7,150  |
| SP 93  | Ex S.S. 110 di Monte Cucco e di Monte Pecoraro - dal km 0+000 al km 49+991                                                                   | 49,991 |
| SP 94  | Ex S.S. 501 di Mongiana - dal km 0+000 al km 19+750                                                                                          | 19,750 |
| SP 95  | Ex S.S. 522 di Tropea - intero tratto (tranne il vecchio tracciato già Senatore Parodi tra il km 10+300 ed il km 13+800 trasmesso al comune) | 34,000 |
| SP 96  | Ex S.S. 536 di Acquaro - dal km 0+000 al km 19+750                                                                                           | 24,000 |
| SP 97  | Ex S.S. 606 di Vibo Valentia - intero tratto tranne dal km 0+000 al km 2+700 (Perimetro Urbano di Vibo Valentia)                             | 7,000  |
| SP 98  | S.P. Pisani (Inn. S.P. 95 - S.P. 11 Porto Salvo)                                                                                             |        |
| SP 99  | Variante Esterna alla ex S.S. 522 di Tropea                                                                                                  |        |
| SP 100 | S.P. Bitonto |        |

## SP 101 - SP 105[1]
| Numero | Percorso                     | Km |
| ------ | ---------------------------- | -- |
| SP 101 | Variante Esterna di Panaia   |    |
| SP 102 | Variante Esterna di Badia    |    |
| SP 103 | Variante Esterna di Ricadi   |    |
| SP 104 | Variante Esterna di Spilinga |    |
| SP 105 | Variante Esterna di Brattirò |    |

## Ex strade statali

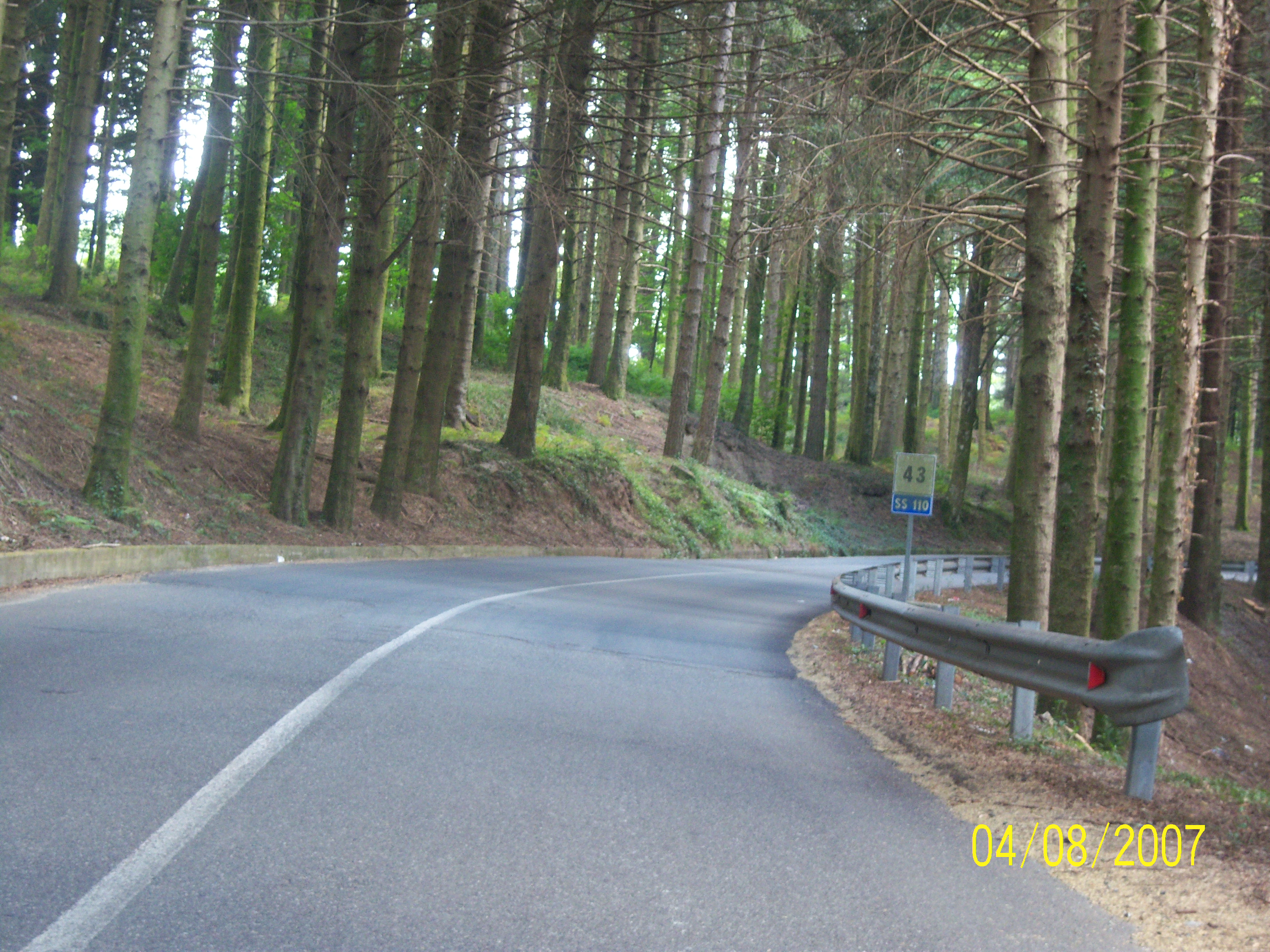
La ex strada statale 110 nel tratto di competenza della provincia di Vibo Valentia, nei pressi di Serra San Bruno.

Le seguenti strade erano in precedenza classificate come strade statali e sono adesso di competenza della provincia di Vibo Valentia:
- SS 606 di Vibo Valentia;
- SS 522 di Tropea;
- SS 110 di Monte Cucco e di Monte Pecoraro;
- SS 501 di Mongiana;
- SS 536 di Acquaro.